# & Yet & Yet
& Yet & Yet es el tercer álbum de Do Make Say Think lanzado en marzo de 2002 por Constellation Records.
"Chinatown" fue incluida en la banda sonora de la película de Stephen Gaghan Syriana.

## Lista de canciones
| N.º   | Título                | Duración |  |
| 1.    | «Classic Noodlanding» | 5:26     |  |
| 2.    | «End of Music»        | 6:51     |  |
| 3.    | «White Light Of»      | 6:56     |  |
| 4.    | «Chinatown»           | 5:33     |  |
| 5.    | «Reitschule»          | 9:15     |  |
| 6.    | «Soul and Onward»     | 5:29     |  |
| 7.    | «Anything for Now»    | 9:14     |  |
| 48:44 |                       |          |  |

## Intérpretes

### Do Make Say Think
- Ohad Benchetrit – guitarra eléctrica, bajo, saxofón, cuernos
- David Mitchell – batería
- James Payment – batería
- Justin Small – guitarra eléctrica, bajo, teclados
- Charles Spearin – guitarra eléctrica, bajo, trompeta, cuernos

### Invitados
- Brian Cram - cuernos
- Tamara Williamson - voces